# Воропай
Воропа́й — хутір в Україні, у Краснопільській селищній громаді Сумського району Сумської області. Населення становить 1 особа. До 2016 орган місцевого самоврядування — Самотоївська сільська рада.

## Географія
Хутір Воропай розташований на правій притоці р.Сироватка в 5 км на північний схід від с. Самотоївка .
Хутір оточено великим лісом (дуб).

## Історія
У VII-VIII ст. поблизу знаходилось невелике ранньослов'янське поселення пеньківської культури. Хутір Воропай був заснований у другій половині XVIII століття як дача самотоївського поміщика Морозова, але значного розвитку набув тільки за часів НЕПу. Поруч знаходились хутір Туманов та хутір з невідомою назвою.
Під час Другої Світової війни у 1942 р. на хуторі ховалися партизани загону ім.Сталіна. Влітку 1943 р. на хуторі знаходився штаб полку 232-ї стрілецької дивізії, штаб паралельного полку знаходився у лісовій сторожці на місці хутора Туманов. Станом на 1940 р. хутір складався з 22 подвірь.
На початку ХХІ ст. хутір повністю опустів. У 2017 р. Самотоївською сільською радою розроблений проєкт еко-поселення Воропай та генеральний план для нього.
12 червня 2020 року, відповідно до розпорядження Кабінету Міністрів України № 723-р «Про визначення адміністративних центрів та затвердження територій територіальних громад Сумської області», село увійшло до складу Краснопільської селищної громади.
19 липня 2020 року, в результаті адміністративно-територіальної реформи та ліквідації Краснопільського району, увійшло до складу новоутвореного Сумського району.